# 奈良毅
奈良 毅（なら つよし、1932年〈昭和7年〉12月11日 - 2014年〈平成26年〉1月20日 ）は、日本のベンガル語学・文学研究者。東京外国語大学名誉教授。公益財団法人日印協会顧問

## 人物
1932年（昭和7年）12月11日、秋田県秋田市生まれ。秋田大学学芸学部国文科卒。1958年、東京大学大学院言語学専攻修士課程修了。カルカッタ大学比較言語学博士課程修了。PH.D。
1964年東京外国語大学アジア・アフリカ言語文化研究所助教授、のち教授。1995年（平成7年）定年退官、名誉教授、清泉女子大学教授。2003年定年。
田中嫺玉とベンガル語による短縮版『マハーバーラタ』を共訳、1974年にマヘーンドラナート・グプターがまとめたラーマクリシュナの言行録『不滅の言葉』を共訳し抄訳として出版、これにより日本翻訳文化賞を受賞した。
役職としては日印協会顧問、オイスカ顧問団長、日本バングラデシュ協会顧問、祈りによる広島平和市民運動代表など世界平和と少数民族の言語文化及び地球環境保全のために活動。
2012年、瑞宝中綬章受章。
2014年1月20日、肺腺がんにより東京都墨田区内の病院にて死去。

## 著書
- ベンガル語会話練習帳 大学書林 1981.10
- ベンガル語基礎1500語 大学書林 1986.12
- 限りない幸せの道 身、心、神そして直感 ジャプラン出版 1992.8

## 翻訳
- 不滅の言葉 大聖ラーマクリシュナ・マヘンドラ・グプタ 田中嫺玉共編訳 ラマクリシュナ奉仕会 1974、中公文庫 1992
- マハーバーラタ (全3巻)  C.ラージャーゴーパーラーチャリ 田中嫺玉共訳 第三文明社レグルス文庫 1983、新版・第三文明選書 2017
- あなたの細胞の神秘な力 バイオ・コミュニケーションが発見した生命の謎 ロバート・B.ストーン 祥伝社 1994.8